# Marco García Falcón
Marco Antonio García Falcón (Lima, 1970) es un escritor peruano y docente universitario. Es autor de la colección de cuentos París personal (2002) y de las novelas El cielo de Capri (2007), Un olvidado asombro (2014), Esta casa vacía (2017) —por la que ganó el Premio Nacional de Literatura en 2018—,  y La luz inesperada (2019).

## Obras
- Falcón, Marco Antonio García (1 de enero de 2018). París personal. PEISA. ISBN 978-612-305-160-0. Consultado el 13 de abril de 2022.
- Falcón, Marco Antonio García (1 de agosto de 2018). Esta casa vacía. PEISA. ISBN 978-612-305-155-6. Consultado el 13 de abril de 2022.